# エドゥアール・アダム
エドゥアール・アダム（Édouard Adam、1847年4月2日 - 1929年2月10日）は、フランスの画家である。海洋画を描いた。

## 略歴
セーヌ＝エ＝マルヌ県のブリ＝コント＝ロベール(Brie-Comte-Robert)で生まれた。パリで海洋画家、イラストレーターのジャン＝バティスト・アンリ・デュラン＝ブラジェ(1814-1879)の弟子になった。イギリス人女性と結婚し、1868年に子供が生まれ、1873年ころから、ノルマンディーの港町ル・アーヴルに住み、船舶の絵画を描くようになった。
海上交通の発展の恩恵を受けて、ル・アーブルは多くの商船が停泊し、有力ないくつかの海運会社の事務所が置かれた。 船主のたちの間でエドゥアール・アダムの船舶画は評判になり多くの注文を得た。後の国立海事博物館(Musée national de la Marine)になる博物館の学芸員を務める海軍中将、フランソワ＝エドモン・パリ(François-Edmond Pâris)が博物館に歴史的に重要な船舶を描いた絵画の収集・展示を推進し、1881年からアダムも多くの船舶の絵や海戦や軍事行動を描いた作品の注文を受けた。
1885年に海軍の公式画家の地位を得て 、そのころが多くの船主がその所有船を描いた絵画のアダムに注文をし、最も活動的な時期であった。多くの作品は縦60cm×横90cmの大きさで描かれ、当時の船舶の姿を伝える貴重な資料となった。生涯で2000点あまりの船舶の絵を描いた。
1929年にル・アーヴルで亡くなった。息子のヴィクトール・シャルル・エドゥアール・アダム(Victor Charles Édouard Adam: 1868-1938)も画家になり父親とともに働いた。

## 作品

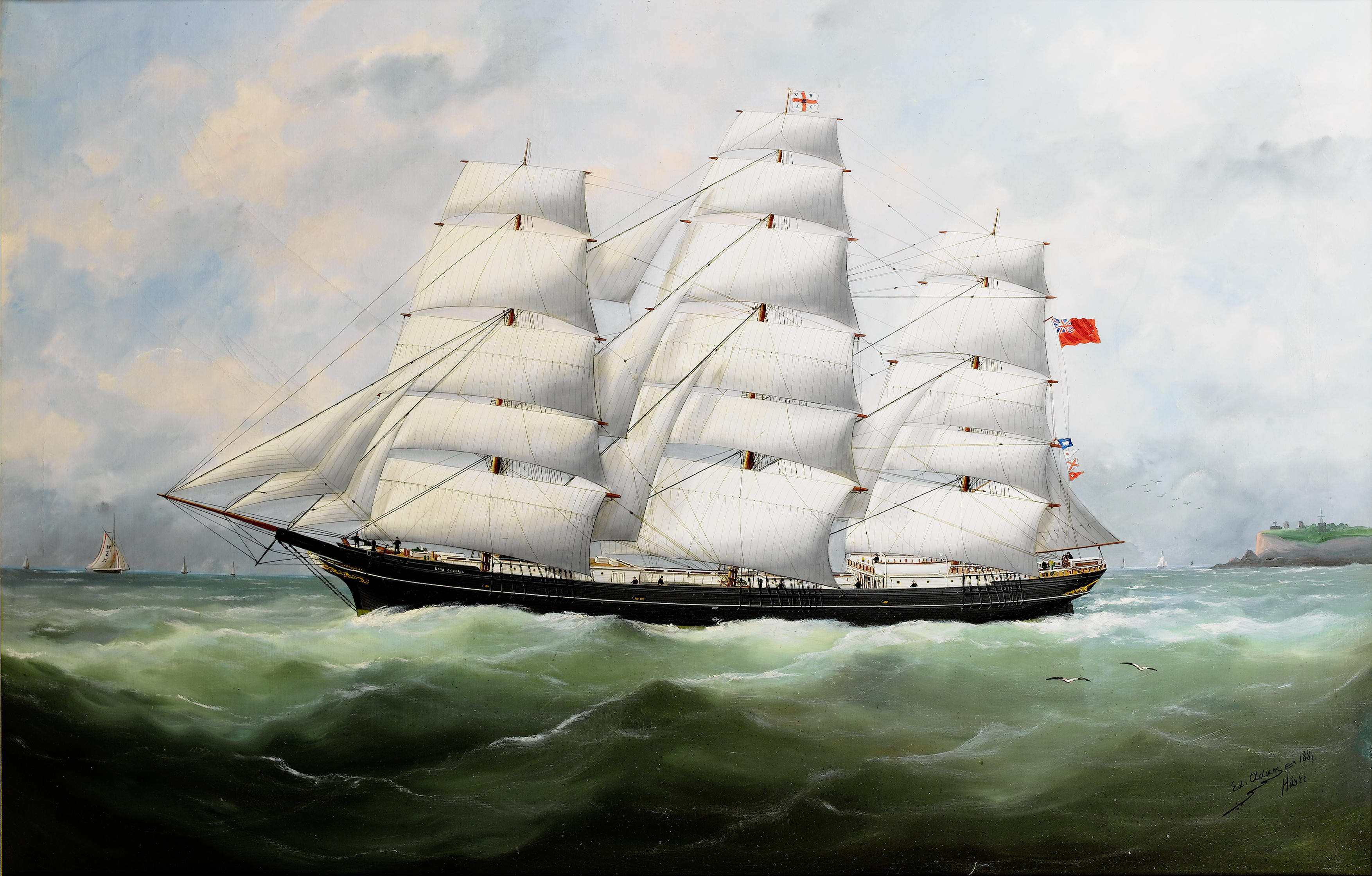
全装帆船「King Ceolric」(1881)
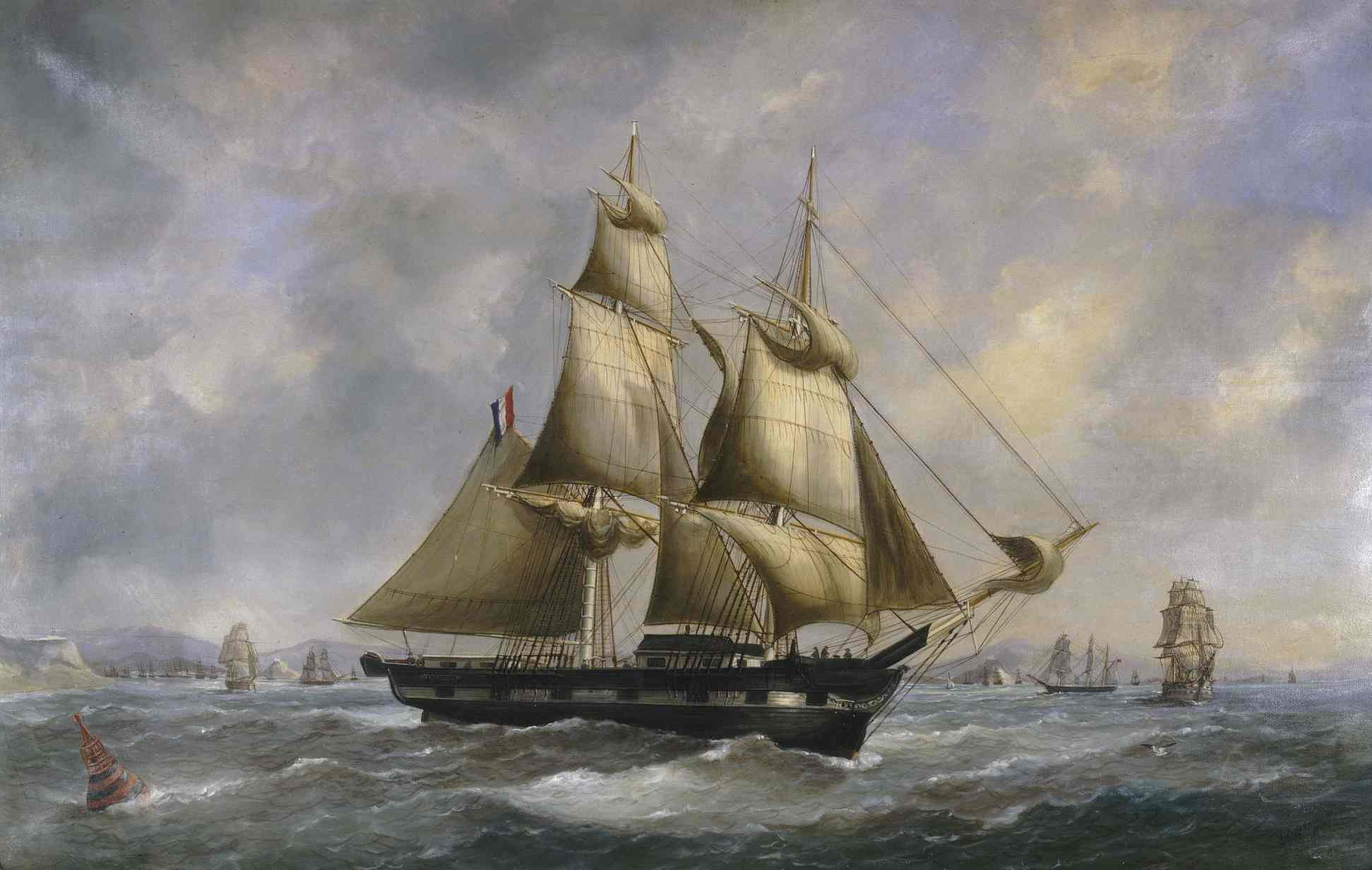
ル・アーヴルを出港するブラジルの帆船(ブリッグ)
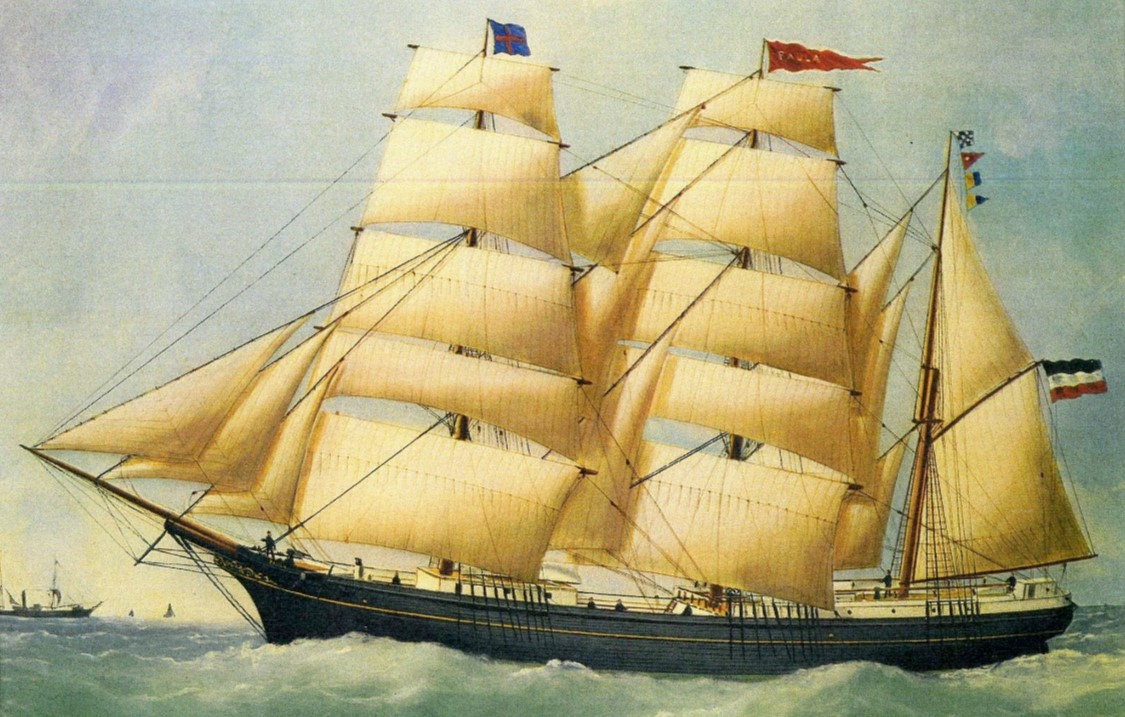
ドイツの貨物船「Paula」(1880)
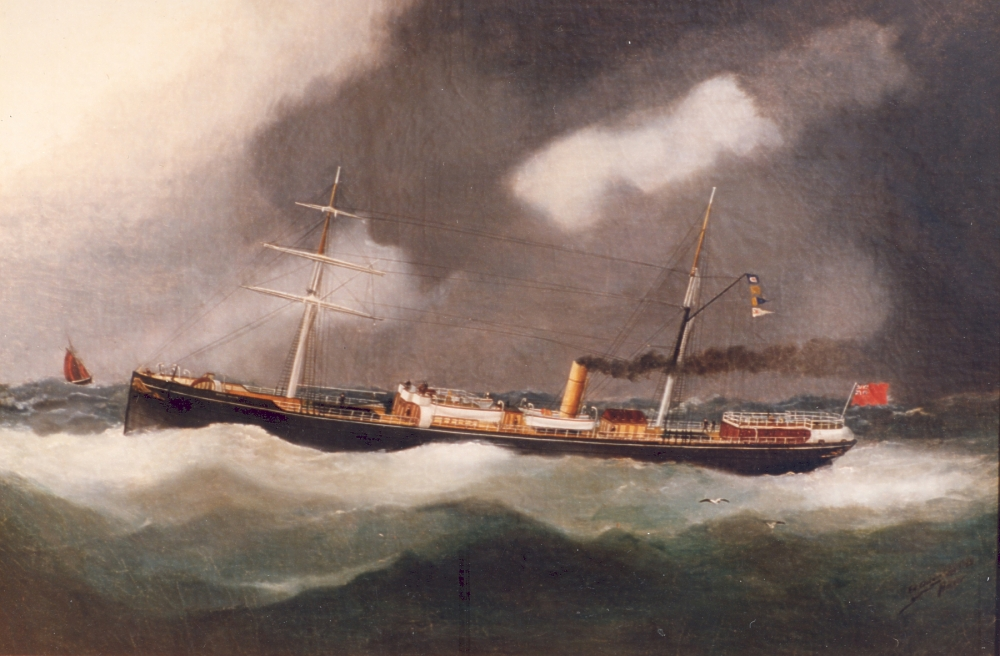
機帆船「Charles Howard」
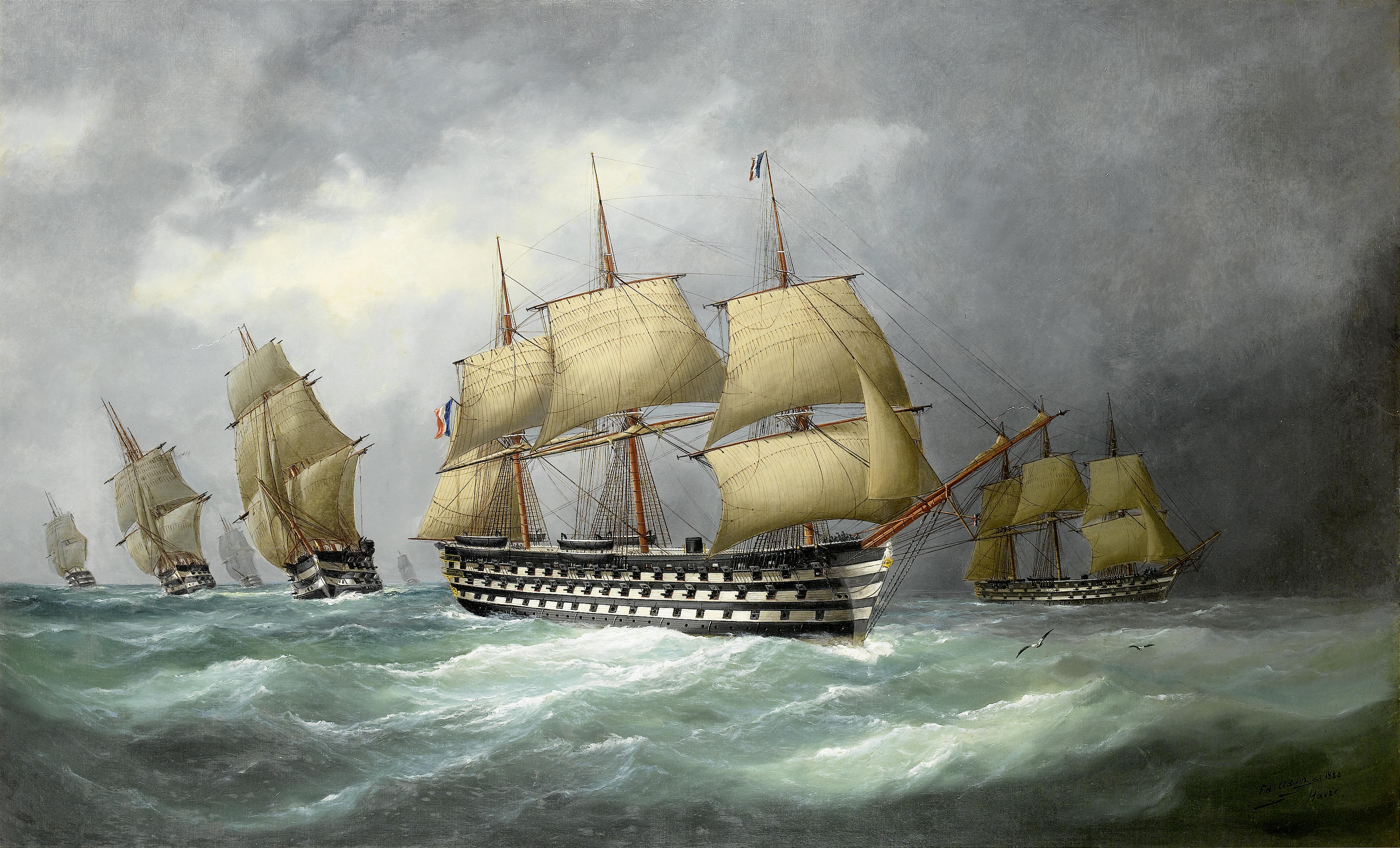
艦列を組む最初のフランス最初の機帆軍艦
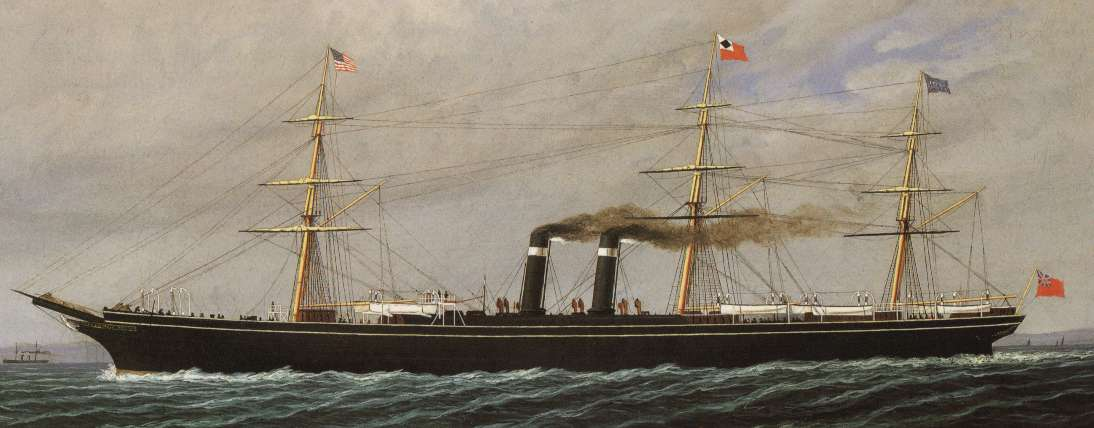
民間船「 City of Brussels」